# Пам'ятник молодому Тарасу Шевченку (Вінниця)
Пам'ятник молодому Тарасу Шевченку — скульптурна композиція у Вінниці, присвячена Тарасу Шевченку. Композиція представлена з метою висвітлення діяльності відомого українського поета, як художника.

## Відкриття та розташування
У березні 2014 року до 200-річного ювілею від дня народження Кобзаря у місті Вінниця урочисто відкрито пам'ятник духовному батькові України Тарасу Шевченку. Споруджено його в історичному місці, де свого часу козаки давали відсіч чужинцям, а козацький полковник Іван Богун не здав ворогу. Розміщений поблизу Свято-Преображенського собору та обласних музеїв (художнього та краєзнавчого).
Ще з початку 90-х років у Вінниці періодично підіймалось питання про спорудження пам'ятника Тарасу Шевченку, але з різних причин це питання досі так і не було вирішено. У листопаді 2011 року за ініціативою Вінницької міської ради розпочалось обговорення можливого місця спорудження цього пам'ятника, а невдовзі Благодійний фонд «Подільська громада» (голова правління – фронтмен гурту «ТІК» Віктор Бронюк) висловив свою готовність розпочати збір коштів і здійснити реалізацію такого проекту. Фонд «Подільська громада» також здійснив підготовку необхідних документів та подав звернення щодо підтримки проекту до Міністерства культури України, але, на жаль, державні кошти залучити не вдалось. Тому проект повністю реалізовано за рахунок добровільних внесків членів територіальної громади та за кошти благодійників. Серед тих, хто майже з самого початку підтримав ініціативу вінничан, був фонд «Велика родина» (голова наглядової ради – Віра Ульянченко), який опікується багатьма проектами, приуроченими до святкування шевченківського ювілею. Завдяки спільним зусиллям обох благодійних фондів і стала можливою реалізація проекту. 
Власне, саме фонд «Велика родина» подарував вінничанам проект пам'ятника – разом з народним художником України, лауреатом Державної премії ім. Шевченка Анатолієм Гайдамакою. Творчий задум автора допомогли втілити у життя скульптор Володимир Цісарик та головний архітектор Вінниці Олександр Рекута, які й створили скульптуру Шевченка-художника у щасливу мить звільнення від кріпацтва, у мирному настрої. Вінницький Тарас Шевченко вирізняється тим, що зображений молодим, у віці 35 років, саме таким, яким від був, перебуваючи на Поділлі у складі мистецької експедиції. Тоді він мав намір відвідати своїх родичів на Шаргородщині. Дійшовши до села, виявив, що їх уже немає, і втомлений Тарас присів відпочити. Незнайомець одразу викликав цікавість у дітей, які обступили його із запитаннями. Саме ця картина нині відображена у проекті, де композицію триметрової скульптури створюють двоє маленьких дітей, які із захопленням слухають Тараса. Скульптуру виконано у бронзі і розташовано на великих гранітних брилах.       
На відкритті пам’ятника визначному  українцю усі, хто був причетний до цього, говорили, що ця подія в нинішній вкрай непростій ситуації в Україні є символічною, адже саме зараз постать Великого Кобзаря є тим, що має об’єднати всіх – від заходу до сходу, від півдня до півночі країни. 
На брифінгу, який відбувся після урочистої церемонії відкриття пам’ятника, скульптор Володимир Цісарик, зізнався, що робота далася нелегко:
|  | Активна фаза, - безпосереднє ліплення, - якраз припали на ті події, які розгорталися в країні. І дуже важко було емоційно сконцентруватися на роботі. Але разом з тим, я зрозумів, що сьогодні Шевченко актуальний як ніколи. Бо всім подіям, які відбувалися, він знаходить пояснення, і це мене надихало. Кобзар в нашому пам’ятнику – це молодий Шевченко в розквіті сил, коли він написав найбільш цікаві твори. І це є світлий образ, адже Шевченко був гуманіст і дуже любив Україну. |

Під час церемонії відкриття пам’ятника вінничани дізнались, що одразу із настанням тепла розпочнеться масштабна реконструкція самої площі, роботи якої розпочались у травні. Як і було заплановано, площу відкрили до Дня незалежності України і з Музейної площу перейменували в площу Тараса Шевченка.  Саме біля пам’ятника Кобзарю, в подальшому буде створено культурно-мистецький простір, де вируватиме життя, збиратимуться молодь, художники, поети, митці, де буде лунати Шевченкове слово.  